# Karel De Baere
Karel De Baere (Sint-Niklaas, 5 februari 1925 - aldaar, 9 oktober 1985) was Belgisch beroepswielrenner van 1945 tot 1959.
Hij was vooral actief in het regionaal circuit, maar behaalde als uitschieters overwinningen in de Omloop Mandel-Leie-Schelde (1952), de Dr. Tistaertprijs te Zottegem en vooral in 1954 de Omloop Het Volk en tweemaal de Nationale Sluitingsprijs te Putte-Kapellen. De Baere was een sterk en snel wegrenner met een legendarische eindjump en behaalde 46 zeges als beroepsrenner. Hij won als junior in 1944 niet minder dan 45 wedstrijden wat toen als een record bestempeld werd.

## Erelijst
- 1943: junior

2e in Nationaal Kampioenschap op de weg voor Junioren
1e in Lokeren
- 1944: amateur

1e in Eindklassement Omloop der Vlaamse Gewesten (voor Amateurs)
- 1945: Mercier - Hutchinson

1e in Aalst
1e in GP Stad Sint-Niklaas
1e in Tienen
1e in Waasmunster
1e in Zottegem – Dr. Tistaertprijs
2e in Kalken
3e in Roeselare
3e in Gent (criterium)
3e in Mere
- 1946: Mercier - A. Magne

1e in Aaigem
1e in Haasdonk
1e in Kalfort
1e in Omloop van de Kempen
2e in Schaal Sels
- 1947: Mercier - Hutchinson

- 1948: Mercier - Hutchinson

2e in Ninove
3e in Stekene
3e in Aalst
3e in Paris - Saint-Étienne
- 1949: Mercier – Hutchinson

- 1950: Mercier - Hutchinson

1e in Merchtem
1e in Ninove
1e in Sint-Niklaas
1e in Steendorp
1e in Turnhout
1e in Halse Pijl
3e in Parijs - Brussel
3e in Westerlo
3e in Sint-Michiels-Brugge
- 1951: Mercier - Hutchinson / Vredestein

1e in GP Stad Sint-Niklaas
1e in Maldegem
1e in Grote 1-Mei Prijs
2e in Omloop der drie Proviniciën
3e in 1e etappe Dwars door België te Eisden
3e in Ronde van West-Vlaanderen
3e in 4e etappe Ronde van België (in Luik)
- 1952: Mercier - Hutchinson

1e in Wichelen
1e in Sijsele
1e in Grote Bevrijdingsprijs
1e in Koksijde
1e in Omloop Mandel-Leie-Schelde
2e in Omloop der Vlaamse Ardennen Ichtegem
2e in Ronde van Haspengouw
2e in Ronde van Limburg
2e in de Grote Scheldeprijs
2e in Anzegem
3e in Sint-Lievens-Houtem
3e in Vaux sous Chèvremont - Poperinge
3e in 1e etappe Dwars door België
3e in Eindklassement Dwars door België
3e in Tongeren (criterium)
- 1953 Mercier - Hutchinson / Mercier - F. Pélissier

1e in Roubaix - Huy
1e in De Drie Zustersteden
1e in GP Dr. Eugeen Roggeman – Stekene
1e in Sint-Niklaas
1e in Handzame
2e in Ninove
2e in Staden
2e in Brasschaat
2e in Stene
2e in Oedelem
2e in Oostham
2e in 4e etappe Tour de l'Ouest te Alençon
3e in 6e etappe Tour de l'Ouest te Nantes
3e in Koewacht
3e in Ninove
3e in de Grote Scheldeprijs
3e in Nationale Sluitingsprijs - Putte-Kapellen
- 1954: Mercier - Hutchinson

1e in Omloop Het Volk
1e in Lokeren (criterium)
1e in Hamme
2e in Zottegem – Dr. Tistaertprijs
2e in Antwerpen
3e in Kampioenschap van Vlaanderen - Koolskamp
3e in Omloop der drie Proviniciën
- 1955: Ruche / Mercier - Hutchinson

1e in Eksaarde
1e in Petegem-aan-de-Leie
1e in Welle
1e in Elfstedenronde ( Brugge)
1e in Nationale Sluitingsprijs - Putte-Kapellen
2e in GP Stad Sint-Niklaas
2e in Stekene
2e in Beveren-Waas
2e in Grote Bevrijdingsprijs (Antwerpen)
3e in Kieldrecht
3e in Deinze
- 1956: Mercier - BP - Hutchinson

- 1957: Mercier - BP - Hutchinson

1e in GP Dr. Eugeen Roggeman – Stekene
1e in Grote Bevrijdingsprijs (Antwerpen)
2e in Belsele
2e in Heusden (Limburg)
2e in Izegem
2e in Willebroek
2e in Wilrijk
2e in Antwerpen - Genk
3e in Nationale Sluitingsprijs - Putte-Kapellen
3e in Beveren-Waas
3e in Moerzeke
3e in Omloop van het Leiedal
3e in Buggenhout
- 1958: Libertas - Dr. Mann

1e in Gistel
1e in GP Stad Sint-Niklaas
1e in 1e etappe deel a Driedaagse van Antwerpen (ploegentijdrit)
1e in Leuven
1e in Nationale Sluitingsprijs - Putte-Kapellen
2e in Eeklo
2e in Westrozebeke
2e in Kuurne-Brussel-Kuurne
2e in Anzegem
2e in Ninove
3e in Berlare
3e in Koksijde
3e in Heusden (Limburg)
3e in GP Flandria (Zedelgem)
3e in Grote Bevrijdingsprijs (Antwerpen)
3e in Tongeren (criterium)
- 1959 - Flandria - Dr. Mann

1e in Lokeren

## Resultaten in voornaamste wedstrijden
| Jaar | Milaan-San Remo | Ronde van Vlaanderen | Parijs-Roubaix | Luik-Bast.‑Luik | Parijs-Brussel | Parijs-Tours |
| ---- | --------------- | -------------------- | -------------- | --------------- | -------------- | ------------ |
| 1945 |                 | 30e                  |                |                 |                |              |
| 1946 |                 |                      |                |                 |                | 12e          |
| 1948 |                 | 74e                  |                |                 |                |              |
| 1950 |                 |                      |                |                 | Brons          | 12e          |
| 1951 |                 |                      |                | 39e             | 15e            |              |
| 1952 |                 |                      |                | 18e             | 4e             | 6e           |
| 1953 |                 |                      |                |                 | 15e            | 72e          |
| 1955 |                 | 5e                   | 53e            |                 |                | 32e          |
| 1958 | 111e            | 11e                  |                |                 |                |              |